# Saipem 7000
Die Saipem 7000 (Kurzform S 7000) ist nach der Sleipnir und der Thialf der drittleistungsfähigste Schwimmkran und eines der größten Arbeitsschiffe der Welt. Sie wurde in den 1980er Jahren gebaut und hieß vor 2006 Micoperi 7000 (Kurzform M 7000).
Der Name des Schiffes leitet sich vom Eigentümer, dem größten italienischen Offshore-Dienstleister Saipem, einem ehemaligen Tochterunternehmen des Energiekonzerns Eni, und der maximalen Tragfähigkeit eines Hauptkrans von 7000 Tonnen her. Die S 7000 fährt unter der Flagge der Bahamas und wird ähnlich wie die Thialf vor allem als Hochsee-/Tiefsee-Arbeitsschiff in der Offshore-Industrie eingesetzt.

## Entstehung und Anfangsgeschichte

### Entwicklung und Entwurf
Die Saipem 7000 wurde 1984 als Micoperi 7000 von der niederländischen Firma Gusto Engineering entworfen. Ursprünglich wurde sie vom italienischen Offshore-Dienstleistungsunternehmen Micoperi in der Mitte der 1980er-Jahre als Mehrzweck-Arbeitsschiff für die Installation von Offshorebauwerken konzipiert: Es sollte sowohl in der Lage sein, die großen, komplexen und vorgefertigten Decks oder Module von Ölplattformen (die sogenannten „Integrierten Decks“) zu installieren, als auch die Unterkonstruktionen der Plattformen (auch „Jackets“ genannt) mit seinen zwei großen Kränen als Ganzes handhaben zu können. Auch sollte die M 7000 – als klassisches Hochsee-Arbeitsschiff – Unterkunft und Arbeitsplatz für die Montageteams zur Verfügung stellen.
Das Schiff wurde wie die meisten modernen, großen Offshore-Arbeitsschiffe als Halbtaucher geplant. Es wird daher aufgrund der Bauweise als SSCV (Semi-Submersible Crane Vessel, dt. „halb-tauchendes Kranschiff“) oder wegen des Einsatzzweckes als DCV (Deepwater Construction Vessel, dt. „Tiefsee-Arbeitsschiff“) eingestuft. Die Konzeption von Gusto folgte damit den ersten gebauten SSCVs Balder und Hermod, die sich im Eigentum des niederländischen Offshore-Dienstleisters Heerema Marine Contractors befinden, und 1978 gebaut wurden, sollte sie aber an Leistungsfähigkeit und Größe übertreffen.

### Bau des Schiffes und frühe Geschichte
Die S 7000 entstand von 1985 bis 1987 in der Werft von Fincantieri in Monfalcone in der Nähe von Triest (Italien). Der Rumpf, der zuerst in zwei Hälften in einem langen Trockendock gebaut wurde, wurde 1986 aus dem Dock gefahren und war mit Unterstützung von zwei Pontons Anfang 1987 vollständig zusammengefügt. Im April 1987 wurden dann die beiden Kräne vom Kranschiff Castoro Otto, welches sich damals schon im Eigentum von Saipem befand, installiert. Die Seeerprobung begann im September 1987 und dauerte zwei Monate.
Nachdem das Schiff am 15. Dezember 1987 an Micoperi überging, wurden die Kosten des Schiffes nicht veröffentlicht. Die Fachpresse schätzte sie damals auf rund 400 Millionen US-Dollar. Durch die niedrigen Ölpreise Ende der 1980er Jahre erhielt das Unternehmen Micoperi weniger Aufträge aus der Ölindustrie und geriet in eine finanzielle Schieflage. So war Micoperi 1991 gezwungen, die Micoperi 7000 und zahlreiche andere große Schiffe nebst weiteren Investitionsgütern zu verkaufen. Das Schiff gelangte so 1995 in das Eigentum des damals kleineren Mitbewerbers Saipem, der das Schiff am 24. März 1996 mit seinem heutigen Namen Saipem 7000 versah. Saipem übernahm mit dem Schiff auch die komplette Mannschaft, Teile der Ausrüstung und das Unterstützungsteam an Land.

## Aufbau und Technik

### Technik des ursprünglichen Schiffes

#### Rumpf
Der Rumpf des Arbeitsschiffs besteht aus zwei Schwimmkörpern, die über sechs Säulen mit dem Decksaufbau verbunden sind. Der untere Rumpf, die Säulen und der obere Rumpf haben rechteckige Querschnitte. Eine Ausnahme bilden jeweils die Enden des unteren Rumpfes, die wie ein Schiffsbug beziehungsweise -heck geformt sind. Die Außenseite der Säulen schließt mit dem oberen und unteren Rumpf ab, so dass kein Überstand der Decks vorhanden ist, der die Übersichtlichkeit während des Arbeitseinsatzes herabsetzen würde.
Die vordere und hintere Säule sind vollständig in mehrere Tankabteilungen für die Ballasttanks aufgeteilt, während in der mittleren Säule Aufzüge, Treppenhäuser und Stauraum für die Rammhämmer untergebracht sind. Außerdem sind auch dort weitere Tanks eingebaut. Im unteren Rumpf sind unter der mittleren Säule je ein Pumpen- und ein Antriebsraum untergebracht, ansonsten bestehen die Schwimmkörper zum Großteil aus Ballasttanks. Genau über den vorderen Säulen sind aus Stabilitätsgründen die beiden Kräne installiert, während das Deckshaus mit der Kommandobrücke und den Kabinen am Heck über den hinteren Säulen sitzt. Es dient auch als Unterbau für das Landedeck für Hubschrauber.
Der Tiefgang, der bei der Überführung etwa 10,5 Meter beträgt, wird während des Arbeitseinsatzes durch ein kontrolliertes Fluten der Ballasttanks auf bis zu 27,5 Meter erhöht. Durch diese konstruktive Auslegung als Halbtaucher liegt das Schiff bei rauer See oder Oberflächenströmungen wesentlich ruhiger im Wasser als ein konventionelles Schiff.

#### Energieversorgung und Antriebsanlage

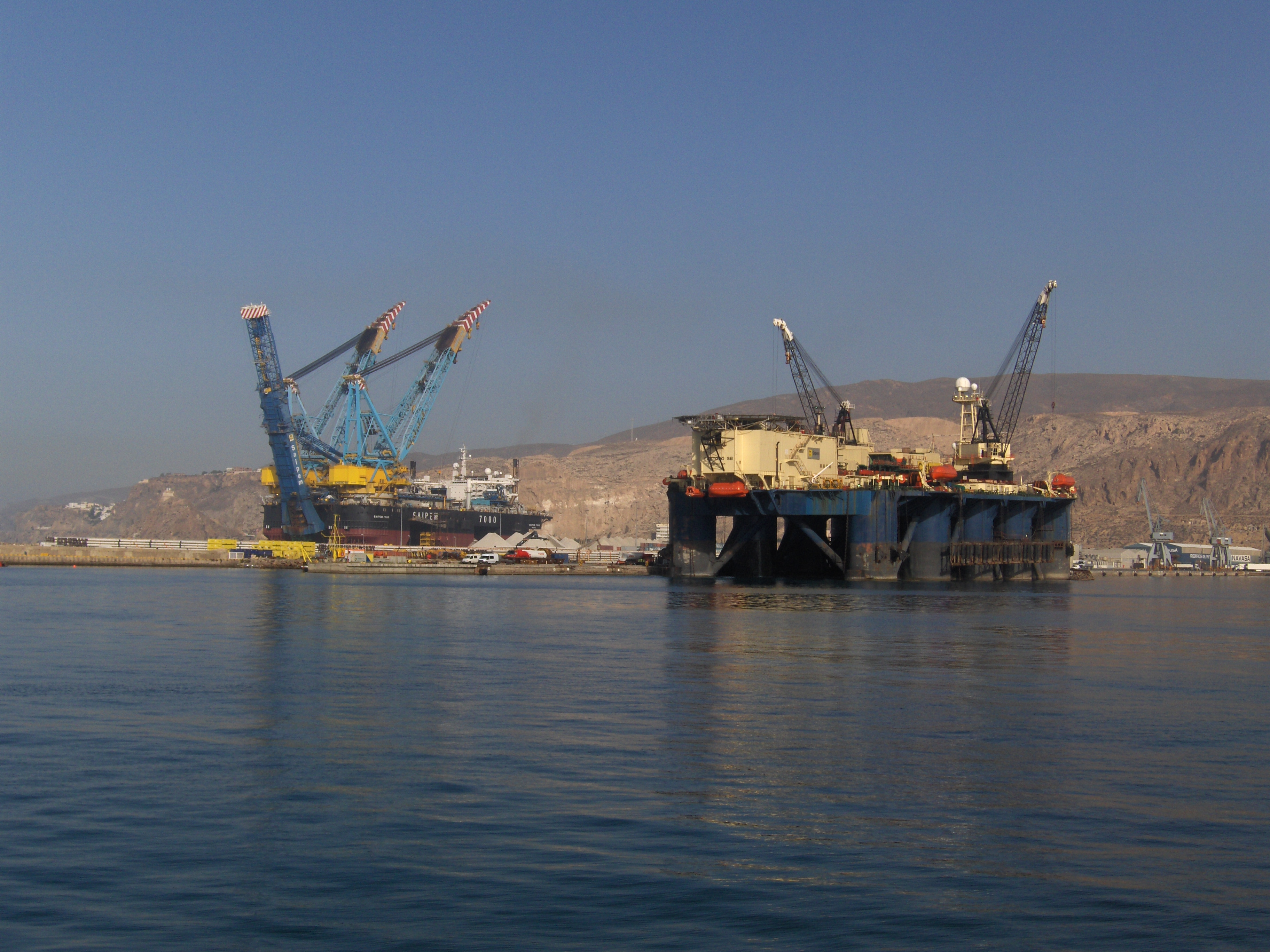
Saipem 7000 (im Hintergrund) mit dem Pipeline-Leger Castoro Sei, der ebenfalls Saipem gehört, im Hafen von Almería

Das Schiff hatte von Anfang an einen dieselelektrischen Antrieb. Die Energieerzeugung erfolgte ursprünglich durch acht Zwölf-Zylinder-Dieselmotoren mit je 5.600 Kilowatt (kW) oder rund 8.400 PS. Die von Grandi Motori Trieste, einem ehemaligen Unternehmen der Fincantieri-Gruppe, das heute zur finnischen Wärtsilä gehört, gebauten Motoren erzeugten so 44.800 kW und lieferten 10.000 Volt Spannung mit einer Frequenz von 60 Hertz, um die Antriebe und sonstigen Aggregate mit elektrischer Energie zu versorgen. Darüber hinaus standen zwei Sechs-Zylinder-Diesel mit je 3.000 kW (4.200 PS) und ein Notstromaggregat zur Verfügung. So konnten zusammen rund 50.800 kW elektrische Energie erzeugt werden. Die Antriebe wurden aus Brandschutzgründen auf vier voneinander getrennte Räume aufgeteilt.
Der Antrieb des Schiffes erfolgte über zehn Strahlantriebe, die sich auf beide Rümpfe wie folgt verteilten:
- je ein Strahlantrieb in einem Tunnel am Bug mit 2.500 kW
- je zwei einziehbare und schwenkbare Propellergondeln mit je 3.500 kW
- je zwei einziehbare und schwenkbare Propellergondeln des Typs Schottel SRP 4.500 mit je 4.500 kW (Nutzung zur Überführung des Schiffes)[5]

#### Ankeranlage und Dynamische Positionierung
Zur Verankerung bis zu einer Wassertiefe von 450 m setzte die Saipem 7000 16 Anker ein. Die vier Ankerleinen pro Ecke bestehen aus 96 mm starken Stahlseilen mit einer Länge von 3350 m. An den Stahlseilen sind 50 m 92-mm-Ketten befestigt, die die Verbindung zu den 40 Tonnen schweren Noreshore Mark 3-Ankern herstellen. Die Ankerwinden haben eine Leistung von je 1350 kW. Zusätzlich sind zwei 34,5 Tonnen schwere Anker vorhanden, die an 550 m langen und 130 mm (5,125 Zoll) starken Ankerketten hängen.
Das Schiff ist mit einem System zur dynamischen Positionierung (DPS) der Klasse III ausgerüstet. Mit dem System und den frei drehbaren Propellergondeln wird das Schiff vom Computer mit Unterstützung eines Differential Global Positioning System (DGPS) unabhängig von Wind, Strömung und Last auf seiner Position gehalten. Der Betrieb ist zusammen oder unabhängig vom Einsatz des Ankersystems möglich und kann vollautomatisch, teilautomatisch oder manuell mit einem Steuerknüppel gesteuert werden. Das Computersystem des DPS ist redundant ausgelegt.

#### Krananlage und Ballastsystem

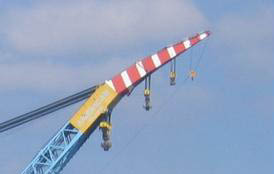
Detailaufnahme eines Krans der S 7000. Gut zu erkennen sind die vier Kranhaken

Die Kräne wurden von Officine Meccaniche Reggiane in Italien nach Plänen der American Hoist & Derrick Company (Amhoist) gebaut. Beide Kräne können um 360 Grad geschwenkt werden und mit ihren 140 m langen Auslegern bei einer Ausladung von 40 m 7.000 t mit dem Haupthaken heben.
Des Weiteren sind die Kräne noch jeweils mit drei weiteren Winden und Haken ausgerüstet. Mit dem ersten Nebenhaken kann eine Last von 2.500 t bei 75 m Ausladung und mit dem zweiten Nebenhaken noch 900 t bei 115 m Ausladung gehoben werden. Der Haken an der Kranspitze besitzt eine Tragfähigkeit von 120 t bei 140 m Ausladung. Mit dem zweiten Nebenhaken kann eine Last auch bis zu einer Wassertiefe von 450 m abgesenkt werden. Jeder Kran wird von 11.630 kW (15.600 PS) starken Motoren angetrieben und ist mit Stahlseilen in verschiedenen Durchmessern und von insgesamt 77 Kilometern (km) Länge ausgerüstet.
Die S 7000 kann unter Einsatz beider Kräne im Tandemhub 14.000 t bei einem Radius von 40 m heben. Dies ist bezüglich der Last nur geringfügig weniger als die Thialf, die 14.200 t bei einem Radius von 31,2 m heben kann. Im Vergleich der Lastmomente – die Saipem 7000 erreicht hier 560.000 Metertonnen (mt) – schlägt sie die Thialf mit ihrem maximalen Lastmoment von 443.040 mt aber deutlich.
Das Trimmen des Schiffes und das Ändern des Tiefganges wird von einem computergestützten System gesteuert, das auch für Simulationen geeignet und redundant ausgelegt ist. Das System kontrolliert zwei verschiedene Ballastsysteme, die kombiniert eingesetzt werden können. Zum einen bestehen die Ballastsysteme aus vier konventionellen Pumpen, die gemeinsam bis zu 24.000 Tonnen pro Stunde (t/h) zwischen den 40 Ballasttanks umpumpen können. Die Gesamtkapazität dieser Ballasttanks liegt bei 83.700 Kubikmetern (m³). Zum anderen besteht die Möglichkeit über 2 m große Ventile Wasser frei in spezielle Ballasttanks strömen zu lassen. Die 14 dafür vorgesehenen Ballasttanks haben ein Volumen von 26.000 m³. Diese Fähigkeit wird beispielsweise genutzt, um eine größere Hubgeschwindigkeit durch den steigenden Gegenballast des Schiffes zu erzeugen.

#### Weitere Ausrüstung
Zum Rammen von Pfählen oder Errichten von Fundamenten stehen folgende Geräte zur Verfügung:
- zwei Menck MHU 3000 Hydraulikhammer (die leistungsstärksten Hydraulikhämmer der Welt)
- zwei Menck MHU 1700 Hydraulikhammer
- zwei Menck MHU 1000 Hydraulikhammer
- zwei Menck MHU 600 Hydraulikhammer
- ein Menck MHU 220 Hydraulikhammer
- ein Menck MHU 195 Hydraulikhammer
- zwei Antriebsaggregate für Unter-/Überwasser-Einsatz
- ein Kompensator für Hydraulikhämmer[6]

Zum Bewegen von Material auf dem Arbeitsdeck sind außerdem ein 150-t-Raupenkran (Typ: Amhoist 9299), ein 35-t-Hydraulikkran und zwei 5-t-Gabelstapler vorhanden.

#### Unterkunft und Helikopter-Deck

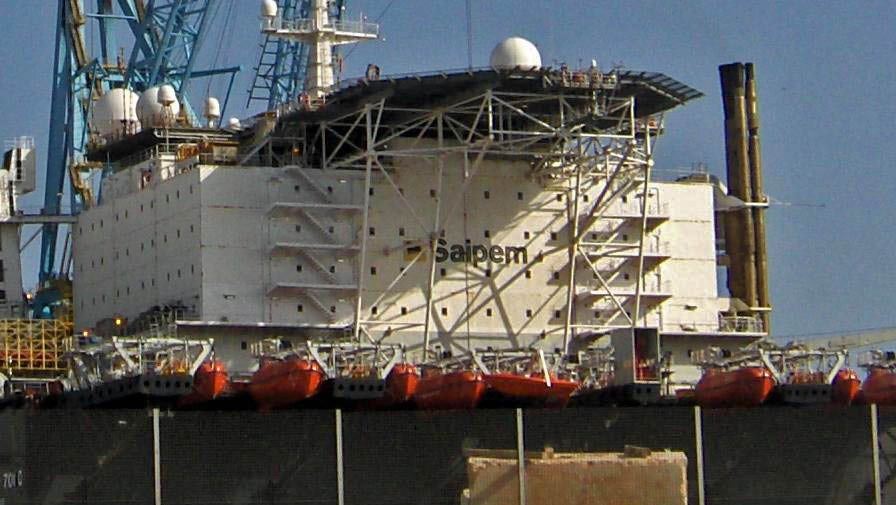
Deckhaus am Heck der S 7000 mit dem abgestützten Hubschrauberdeck und zahlreichen Rettungsbooten

Zum Unterbringen der Besatzung und der Arbeitsteams stehen heute 388 Einzel- und Doppelkabinen für bis zu 725 Personen zur Verfügung. Darüber hinaus sind an Bord ein Kino, Fitnesscenter und eine eigene Radio- und Fernsehstation vorhanden. Zur Versorgung stehen zwei Messen mit 400 und 70 Plätzen sowie eine Bar und Cafeteria zur Verfügung. Die Unterkünfte sind für den Einsatz in tropischen (bis +45 °C) und kalten Gebieten (bis −20 °C) ausgelegt.
Das Landedeck für Hubschrauber kann zwei Hubschrauber bis zur Größe der Boeing CH-47 Chinook aufnehmen, wobei für eine Maschine eine Parkposition vorhanden ist. Die Betankungsanlage für das Hubschrauberdeck erfüllt dabei dieselben internationalen Vorschriften, die auch für Ölbohrplattformen gelten.

### Großer Umbau und Aufrüstung
Die Saipem 7000 wurde jeweils in den Wintermonaten der Jahre 1999 und 2000 umgerüstet und verschiedene Bauteile wurden erneuert oder ergänzt: Ein neues DPS und eine bessere Energieversorgung, höhere Antriebsleistung und ein sehr großer J-Lay-Turm für das Verlegen von Pipelines in sehr großer Wassertiefe (sogenanntes ultra-deep water) waren dabei die wichtigsten Umbauten. Die Arbeiten erfolgten in der niederländischen Werft Keppel Verolme in zwei Schritten.

#### Erweiterung der Energieversorgung, des Antriebes
Vier Dieselmotoren von Wärtsilä (Typ: Wärtsilä 16V32) zur Energieerzeugung mit je 5.600 kW (nach anderen Angaben mit 5.920 kW), die sich auf zwei neue, voneinander getrennte Generatorräume des Schiffes verteilen, steigerten die Leistungsfähigkeit der elektrischen Anlage um mehr als 60 Prozent, so dass heute rund 91.000 kW Leistung zur Verfügung stehen.
Zwei zusätzliche einziehbare und schwenkbare Propellergondeln, die im Bug jeweils in einem der vormaligen vorderen Ballasttanks eingebaut wurden und je 5500 kW leisten, verstärkten den Antrieb. Insgesamt erhöhte der Umbau die zur Verfügung stehende Antriebsleistung damit um mehr als 40 Prozent. Die S 7000 ist dadurch heute mehr als 50 Prozent schneller als die Thialf. Durch die Erhöhung der Antriebsleistung verringert sich die Verlege- beziehungsweise Transferdauer des Schiffes, was eine Kosteneinsparung für den Auftraggeber und damit einen Wettbewerbsvorteil für Saipem bedeutet.

#### Veränderung am DPS
Die DPS-Computer wurden durch neuere Modelle der norwegischen Firma Kongsberg ersetzt: ein dreifach-redundantes SDPM 31-System und ein SDP 11-System, das als Ersatz bei einem Ausfall vorgesehen ist. Die Systeme sind mit einer unterbrechungsfreien Stromversorgung versehen und werden durch ein gyroskop-basierendes Inertiales Navigationssystem unterstützt.

#### J-Lay-Turm

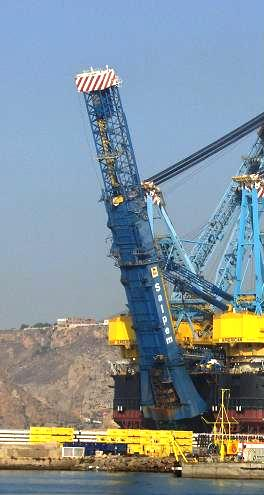
Der große J-Lay-Turm zwischen den Kränen am Bug der S 7000

Auch Rumpf, Deck und die Struktur des Decks mussten umgebaut werden, um den J-Lay-Turm, ebenfalls eine Entwicklung von Gusto, und seine Zusatzausrüstung aufzunehmen. Der J-Lay-Turm der S 7000, der von Huisman-Itrec in Rotterdam konstruiert wurde, ist mit einer Höhe von 135 m der größte der Welt. Mit ihm ist das Verlegen von Pipelines mit einem Durchmesser von etwa 0,1 m bis 0,8 m (4 bis 32 Zoll) und einer Zugspannung von 5,25 Meganewton (MN) mit drei Spannrollen und bis 20 MN mit Reibungsklammern möglich. Im Turm können auch Spezialbauteile für Pipelines bis zu einem Durchmesser von 1200 mm gehandhabt werden.
Pipelinesegmente werden im Verlegebetrieb automatisch von der horizontalen in die vertikale Position geschwenkt. Im J-Lay-Turm der S 7000 können Pipelines bis zu 48,8 m Länge, die aus vier Standardlängen von 12,2 m (entsprechend 40 Fuß) zusammengesetzt (auch quadruple-joints oder quadjoints genannt) wurden, verarbeitet werden. Die Pipelines können bis zu einem Sektionsgewicht von 50 t bei einer Wellenhöhe von bis zu 4 m verlegt werden. Im Einsatz erreicht das Schiff eine Verlegeleistung von bis zu 3 km pro Tag.
Die Verlegetiefe kann bis 3000 m unter dem Meeresspiegel betragen. Der Verlegewinkel der Pipeline wird zwischen 90 und 110 Grad verstellt. In den Turm sind die Schweiß- und Röntgenstation und Anlagen zum Beschichten der Schweißnaht mit Kunststoffen integriert. Der Turm und die gesamte zugehörige Ausrüstung haben ein Gesamtgewicht von 4500 t. Auf dem Deck besteht die Möglichkeit bis zu 6000 t Pipelines für das Verlegen zwischenzulagern. Der J-Lay-Turm ist selbstaufrichtend und kann mit den eigenen Kränen der S 7000 montiert und demontiert werden. Im Rahmen des Umbaues wurde ein weiteres Schiff von Saipem so modifiziert, dass es den J-Lay-Turm zum Transport aufnehmen kann.

#### Weitere Umbauten
Im Rahmen des Umbaues wurden auch neue Treibstofftanks eingebaut und eine neue CO2-Löschanlage installiert. Die Dampfkessel, die zum Betrieb der Dampfhämmer notwendig waren, wurden entfernt und dafür an der Stelle der ehemaligen Zimmerei des Schiffes ein neues Kesselhaus gebaut. Die Druckschotts für Taucher wurden komplett entfernt, da der Großteil der Unterwasserarbeiten in der Zwischenzeit von Tauchrobotern durchgeführt wird. Trotzdem kann die S 7000 weiter Tauchereinsätze unterstützen, setzt dafür aber jetzt eine Container-basierende Lösung ein, so dass die alte Infrastruktur obsolet wurde. Um mehr Platz für Ausrüstungsteile zu gewinnen, wurden zwei der 16 Anker an den Ecken und deren Ankerwinden entfernt.

### Trockendockphase
Am 11. Dezember 2007 wurde die S 7000 das erste Mal in ihrer 20-jährigen Einsatzdauer ins Trockendock gefahren. Im Dock von Keppel Verolme in Rotterdam wurde der komplette Rumpf gereinigt und mit einer neuen Beschichtung versehen. Außerdem wurden Wartungsarbeiten an den Strahlrudern, den Propellergondeln und den Ventilen des Ballastsystems und Schnellballastsystems vorgenommen. Im März 2008 verließ das Schiff nach Abschluss der Arbeiten wieder das Dock.

## Einsatz der Saipem 7000 (Beispiele)

### Einsatz des Schiffes bis zum Umbau
Den ersten Einsatz führte das Schiff für Petrobras aus. Dabei installierte die Mannschaft im Campos-Becken, wo sich die größten Erdölvorkommen Brasiliens befinden, sieben Plattformen. Danach arbeitete die M 7000 für Conoco im Jolliet-Feld im Golf von Mexiko. 1989 kam der Schwimmkran erstmals in die Nordsee, wo er unter anderem die Gyda für BP, Togi für Norsk Hydro und die Veslefrikk für Statoil, die in der Zwischenzeit beide zu StatoilHydro fusionierten, montierte. Die M 7000 arbeitete in den 1990er-Jahren weiter hauptsächlich an Öl- oder Gas-Plattformen in der Nordsee, dem Golf von Mexiko, vor der kanadischen Ostküste und der Westküste von Afrika.
Auch am Zerlegen der Odin-Plattform von Esso war das – schon in Saipem 7000 umbenannte – Schiff beteiligt. Die 13.450-t-Gasplattform wurde auf Weisung der norwegischen Regierung 1996 rückgebaut. Die schwersten Bauteile waren dabei die Technik- und Versorgungsmodule mit dem Deck und einem Gewicht von rund 5200 t. Die 6176 t schwere Unterkonstruktion wurde zuerst mit einem Tauchroboter in fünf Teile zerlegt und dann gehoben. Der Fall erregte, ähnlich wie die geplante Versenkung der Brent Spar, weltweite Aufmerksamkeit, weil mit dem Rückbau der Odin-Plattform deutlich gemacht wurde, dass derart große und schwere Strukturen auch unter wirtschaftlichen Gesichtspunkten wieder zerlegt werden können, und nicht nur als künstliches Riff versenkt oder mit den enthaltenen Schadstoffen zurückgelassen werden müssen.

### Heutige Einsätze, Projekte und Rekorde
Im Jahr 2004 überbot die S 7000 den Rekord der Thialf für die größte Last, die je mit einem Schwimmkran gehoben wurde, als sie ein Deck der Bohrplattform Sabratha im Mittelmeer mit einem Gewicht von 12.100 t hob. Dieser Rekord wurde erst 2019 gebrochen, als die Sleipnir die 15.300-t-Plattform „Leviathan“ hob.
Auch den lokalen Rekord für den Golf von Mexiko hat die S 7000 im April 2007 erhöht, als sie für PEMEX das 9521 t schwere Deck der Plattform PB-KU-A2 im vollen DPS-Betrieb hob. Sie brach damit ihren eigenen Rekord vom 14. Dezember 2006, bei dem sie das 9025 t schwere Deck der PB-KU-S installierte.
Auch bei großen Unterwasser-Pipeline-Projekten konnte die S 7000 mit Höchstleistungen aufwarten: Ab 2002 hielt sie für einige Jahre den Weltrekord für die größte Tiefe, in der je eine Pipeline installiert wurde. Die 24-Zoll-Pipeline wurde für das Blue-Stream-Projekt im Schwarzen Meer in bis zu 2150 m Tiefe verlegt. Der Rekord wurde im Jahr 2005 von der Balder gebrochen, als diese in einer Tiefe von 2200 m Teile einer Pipeline im Rahmen des Mardi-Gras-Projektes im Golf von Mexiko legte.
Seit dem großen Umbau arbeitete die Saipem 7000 – neben der Durchführung des Blue-Stream-Projektes – auch am Diana-Projekt und am Verlegen der Langeled Pipeline, der zweitlängsten Unterwasserpipeline der Welt, zur Erschließung des Ormen-Lange-Gasfeldes in der Nordsee. Obwohl die S 7000 – gerade seit der Erweiterung um den J-Lay-Turm – sehr viele große Pipeline-Projekte ausgeführt hat, bleibt ihr Arbeitsschwerpunkt der Schwerlasteinsatz beim Installieren und Umbau von Plattformen und Modulen sowie beim Zerlegen. Die Haupteinsatzgebiete bilden die Nordsee und der Golf von Mexiko.

## Schwere Unfälle an Bord

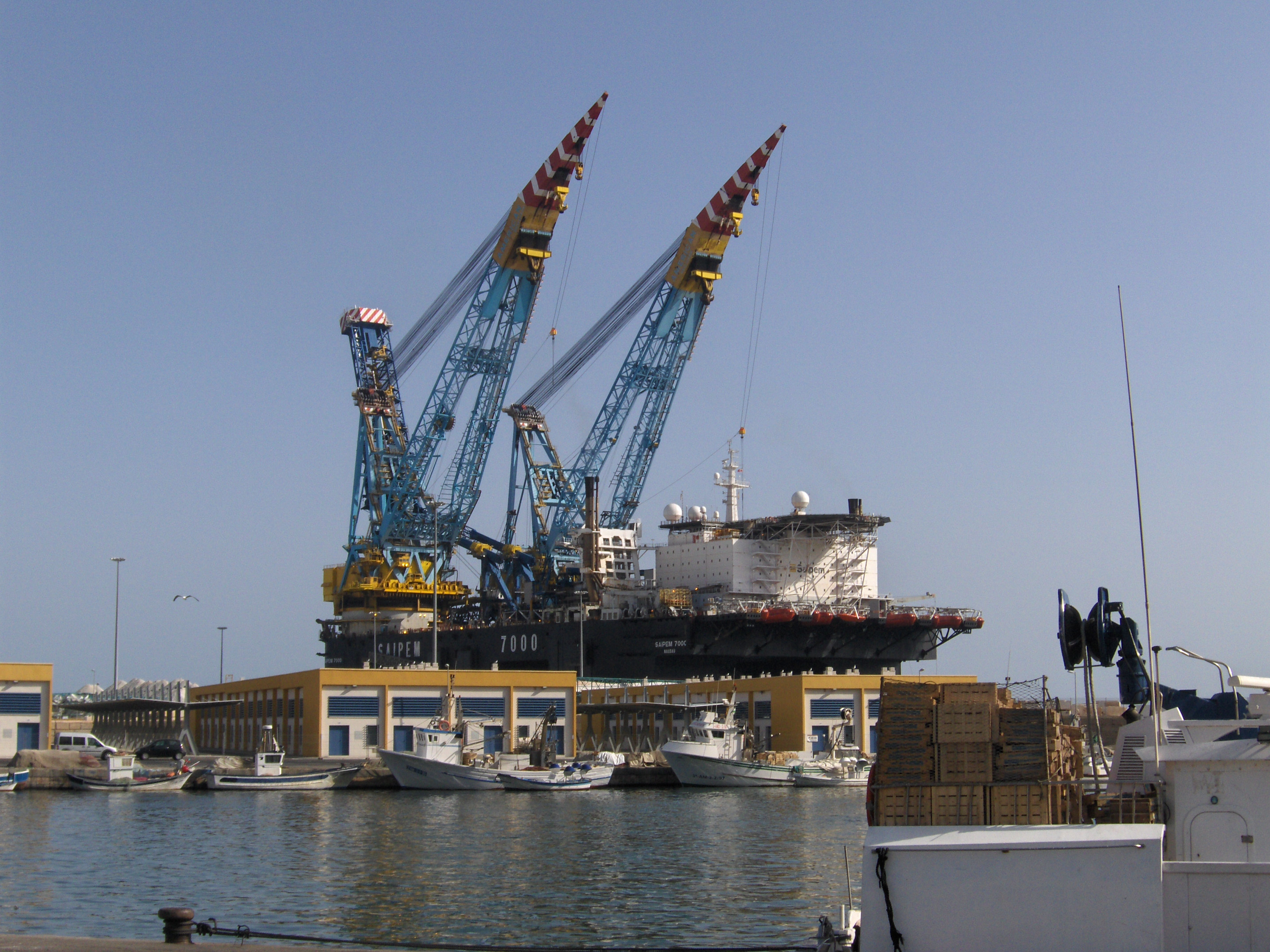
Ansicht der S 7000 wenige Tage vor dem Medgaz-Unfall im Hafen von Almería

Am 24. März 2003 starb ein italienischer Saipem-Arbeiter 10 Tage nach einem schweren Unfall, der sich am 14. März 2003 im Inneren eines Containers mit einem Dieselgenerator ereignete. Die Saipem 7000 befand sich zum Unfallzeitpunkt aufgrund des Wetters in der Nordsee auf einer Warteposition, um einen Kraneinsatz für ein Erweiterungsprojekt von Statoil an der Vigdis durchzuführen.
Am 12. August 2007 kam es bei einem Schwerlast-Kraneinsatz für Statoil im Tordis-Feld zu einem tödlichen Unfall, als ein Arbeiter vermutlich durch eine sich plötzlich straffende Hydraulikleitung über Bord geworfen wurde. Die Leiche des philippinischen Arbeiters wurde nach der Suche mit Hubschraubern und Begleitschiffen rund eineinhalb Stunden später von einem Tauchroboter der S 7000 in einer Tiefe von 200 m gefunden. Eine Untersuchung des Unfalls durch die norwegische Petroleum Safety Authority (PSA) brachte zahlreiche Verstöße gegen Regeln und Verfahrensweisen auf Seiten von Statoil und Saipem ans Licht. Dies war der erste tödliche Unfall in der Ölindustrie auf dem norwegischen Schelf seit dem Jahr 2002.
Bei einem Kranunfall an Bord der S 7000 am 16. September 2008 wurden vier Arbeiter getötet und vier weitere verletzt, als ein Pipeline-Segment herabstürzte. Der Unfall ereignete sich im Rahmen des Medgaz-Unterwasserpipeline-Projektes zwischen Algerien und Spanien.
Am 14. April 2022 wurde bekannt, dass sie vor der norwegischen Küste schwer beschädigt wurde. Der Schaden trat bei vorgeschriebenen Tests unter Anwesenheit der Klassifikationsgesellschaft auf, als es bei Hubtests zu einem Riss eines Stahlseils des Hauptblocks des Hauptkrans 1 kam. Als Folge davon fielen die als Testgewichte genutzten zwei Schleppkähne und der Hauptblock ins Meer. Nach Angaben von Saipem wurde bei dem Unfall keine Person verletzt. Nach der Reparatur traf die Saipem 7000 bereits am 31. Mai 2022 an der „Seagreen Wind Farm“ vor der Küste Schottlands ein, um Fundamente für Windenergieanlagen zu installieren. Der Hauptkran 2 wurde dafür neu zertifiziert; die Reparatur des Hauptkrans 1 soll Anfang 2023 abgeschlossen sein.

## Technische Daten
Abmessungen:
- Gesamtlänge: 197,95 m
- Breite: 87 m

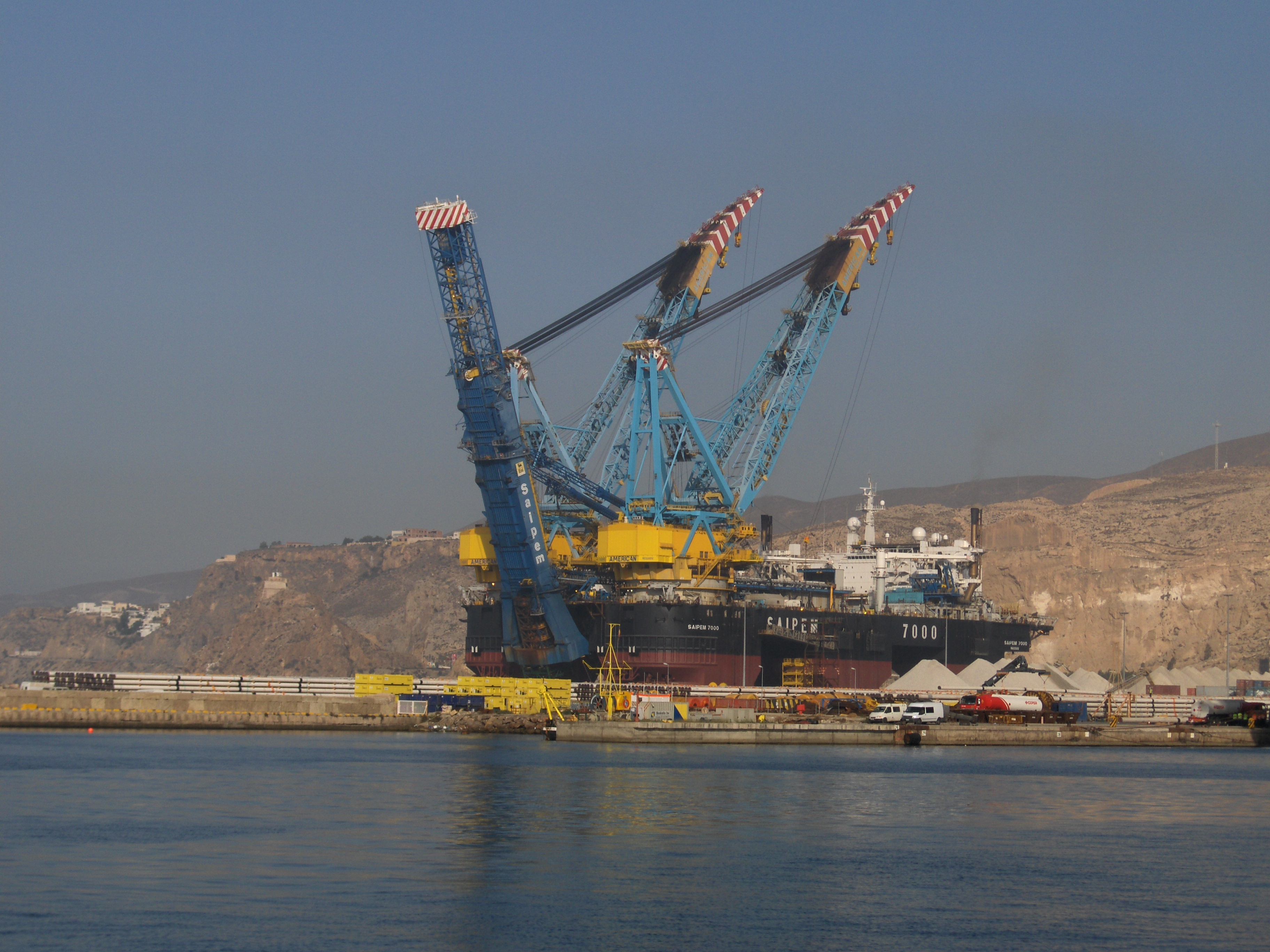
S 7000 von schräg vorne. Auf dem Kai sind zahlreiche Pipeline-Segmente zu erkennen

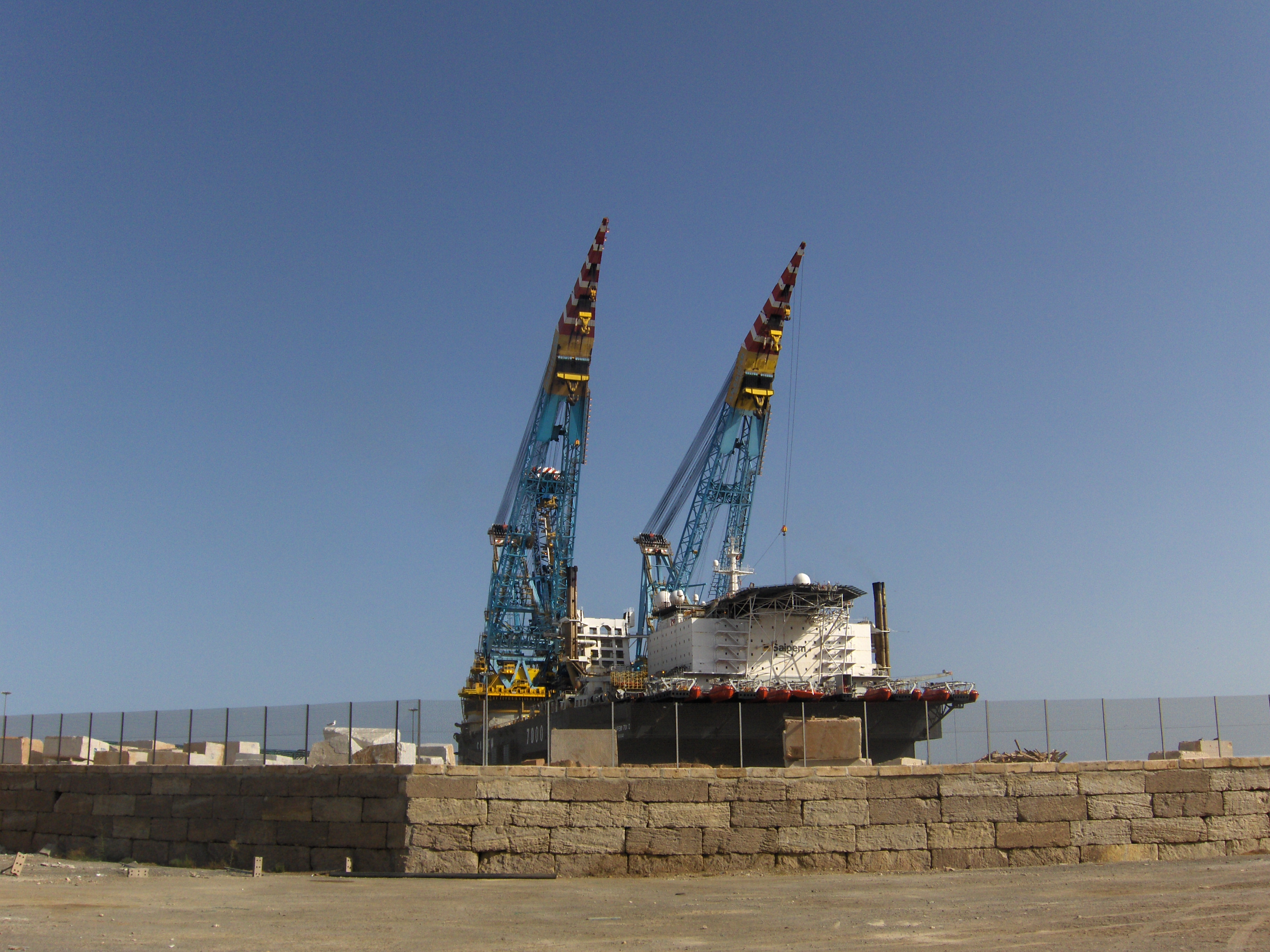
Saipem 7000 von schräg hinten

- Decksgröße (obere Plattform): 175 m × 87 m × 8,5 m
- Decksgröße (unteres Ponton): 165 m × 33 m × 11,25/15,25 m
- Tiefgang: 10,5–27,5 m
- Höhe des Decks über Wasserspiegel: 45 m

Ballastsystem:
- Ballasttanks: 40 Tanks mit 83.700 m³
- Trimmpumpen: 4 × 6.000 m³/h
- Freiström-Ballasttanks: 14 Tanks mit 26.000 m³

Sonstiges:
- Decksfläche: 9.000 m²
- Gesamttragfähigkeit des Decks: 15.000 t
- Fahrgeschwindigkeit: 9,5 Knoten